# الحصين (إب)
الحصين هي إحدى قرى الجمهورية اليمنية. وهي تتبع جغرافيًا لمحافظة إب. وإداريًا لمديرية يريم. يبلغ تعداد سكانها 1968 نسمة حسب الإحصاء الذي جرى عام 2004.